# Tipuana tipu
Tipuana tipu, auch bekannt als Tipa, Tipubaum, Rosewood oder Pride of Bolivia, ist ein südamerikanischer Baum in der Familie der Hülsenfrüchtler in der Unterfamilie der Schmetterlingsblütler und heimisch in Bolivien, Nordargentinien, Südbrasilien, Uruguay und bis nach Paraguay.

## Beschreibung

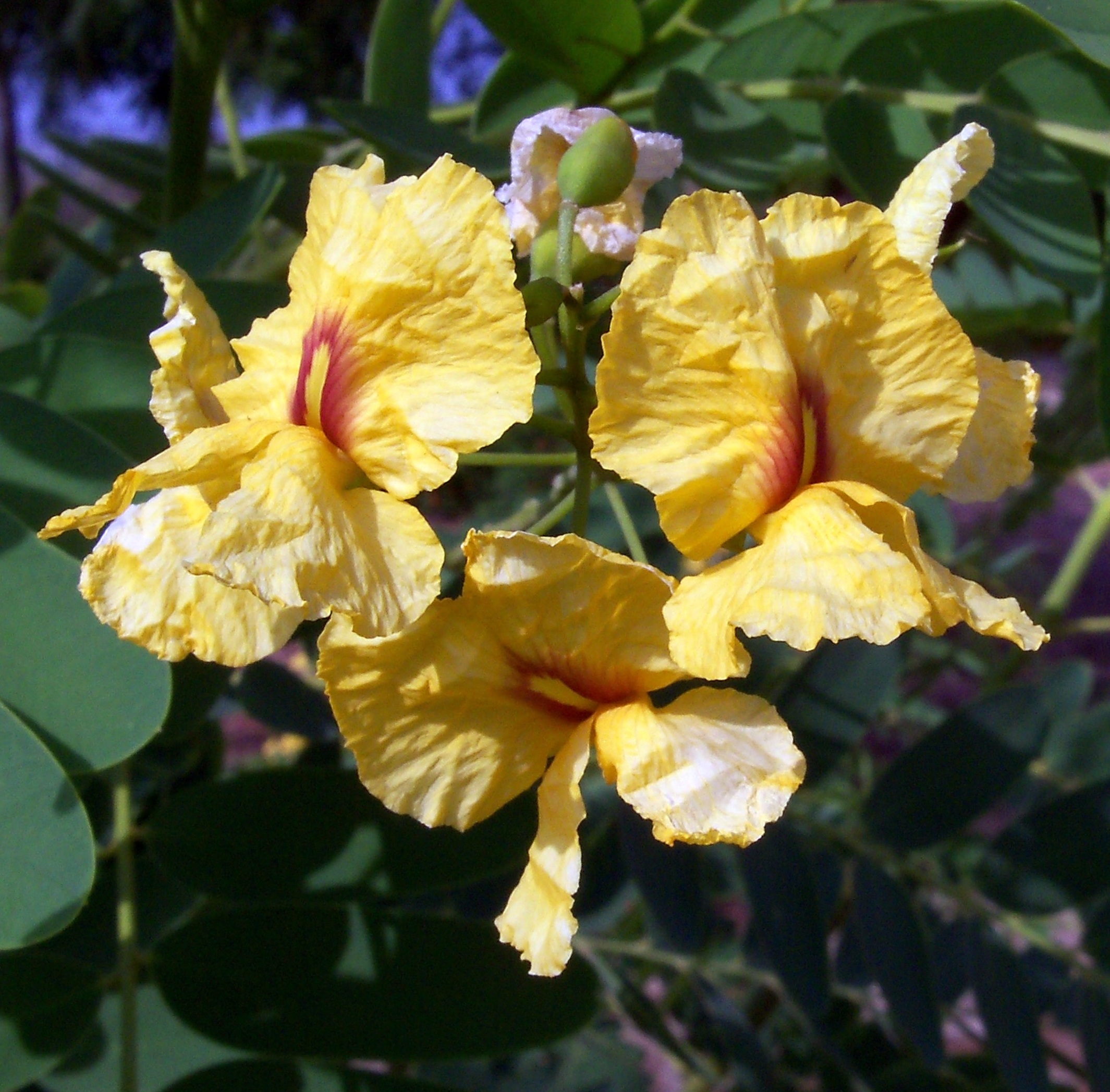
Blüten des Tipubaums

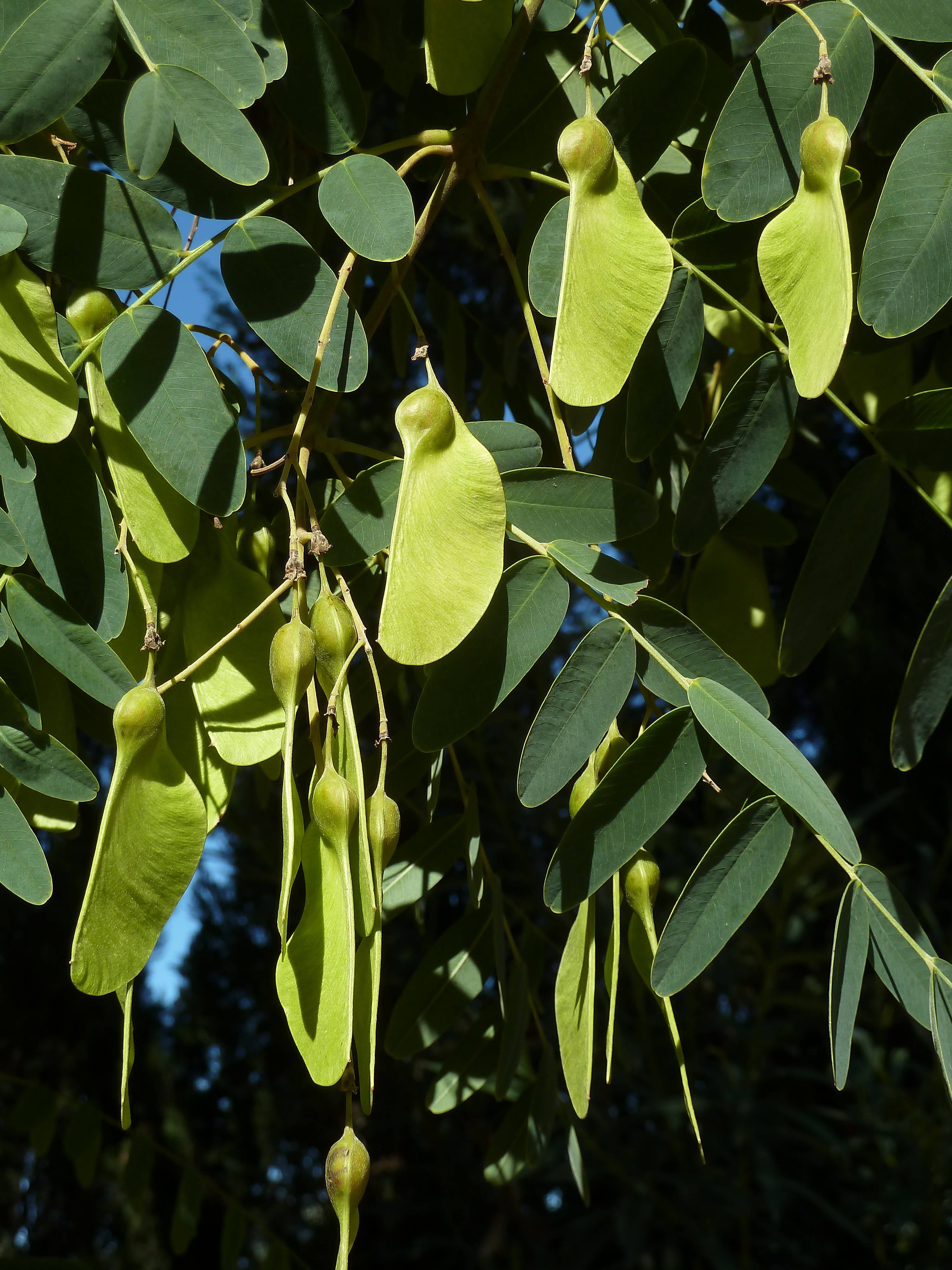
Junge Früchte

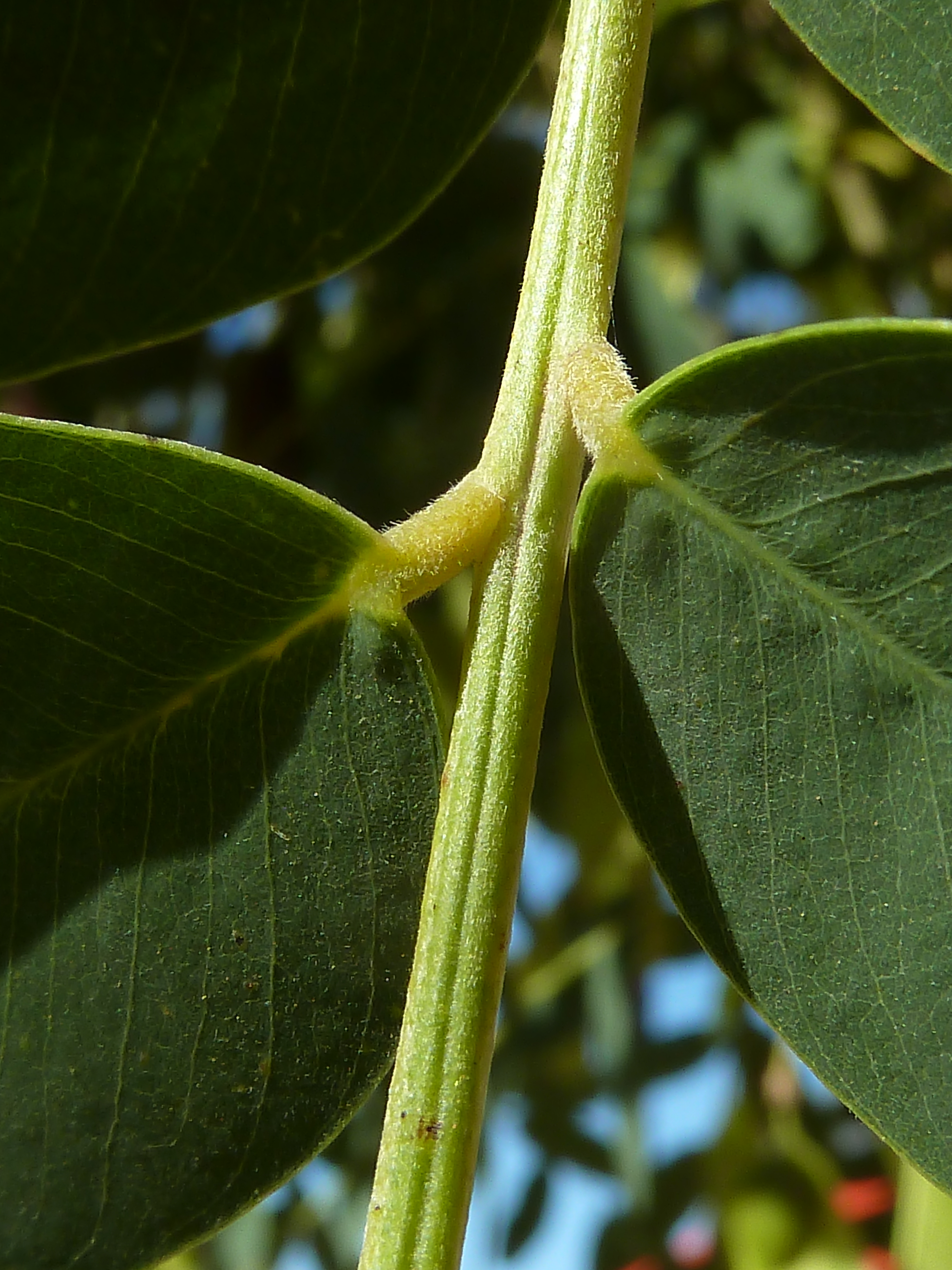
Rhachis und Blättchenstiele

Tipuana tipu wächst als widerstandsfähiger, laubabwerfender bis halbimmergrüner und recht schnellwüchsiger Baum 15 bis über 30 Meter hoch und ist für seine Verwendung als Straßen- oder Schattenbaum bekannt. Der Stammdurchmesser erreicht über 1,5 Meter. Die grobe, gräuliche bis braun-graue, faserige Borke ist rissig bis furchig oder grobschuppig bis abblätternd. Das mittelschwere Holz ist hell und recht beständig, das Harz hingegen rötlich.
Die wechselständigen, bis zu 25 cm langen, gestielten Laubblätter sind unpaarig gefiedert. Der Blattstiel hat an der Basis einen Pulvinus. Die bis zu 29 kurz gestielten, eiförmigen bis elliptischen, länglichen oder verkehrt-eiförmigen, ganzrandigen, abgerundeten bis oft eingebuchteten, manchmal feinstachlspitzigen, leicht ledrigen, mattgrünen Fiederblättchen sind 25 bis 70 mm lang und 12 bis 20 mm breit. Die Rhachis ist gefurcht bis gerillt und leicht behaart wie auch die Blättchenstiele. Die unterseits fein behaarten Blättchen stehen gegen- bis meist wechselständig. Die minimalen Nebenblätter sind abfallend.
Es werden lockere, achselständige Trauben und endständige Rispen gebildet. Die gestielten Blüten sind zwittrig mit doppelter Blütenhülle. Die knittrigen Schmetterlingsblüten haben eine leuchtend gelbe bis orange Farbe und blühen nur kurz im Spätsommer. Der becherförmige, außen fein behaarte Kelch ist grob gezähnt. Das Schiffchen ist nur kurz. Die große Fahne besitzt mittige, rötliche Streifen. Die Staubblätter sind diadelphisch verwachsen. Der kurz gestielte, längliche Fruchtknoten ist seidig behaart, der gebogene, kahle Griffel ist kurz mit kleiner Narbe.
Die gestielte und nicht öffnende Frucht ist eine, bis dreiamige, geflügelte, bis 8 Zentimeter lange Hülsenfrucht oder eine Flügelnuss (Samara, Schraubenflieger) mit den flachen, nierenförmigen Samen in einer holzigen, bis 2 cm langen Kammer am unteren Ende sowie einem einseitigen, ledrigen, bis 2,5 cm breiten Flügel.

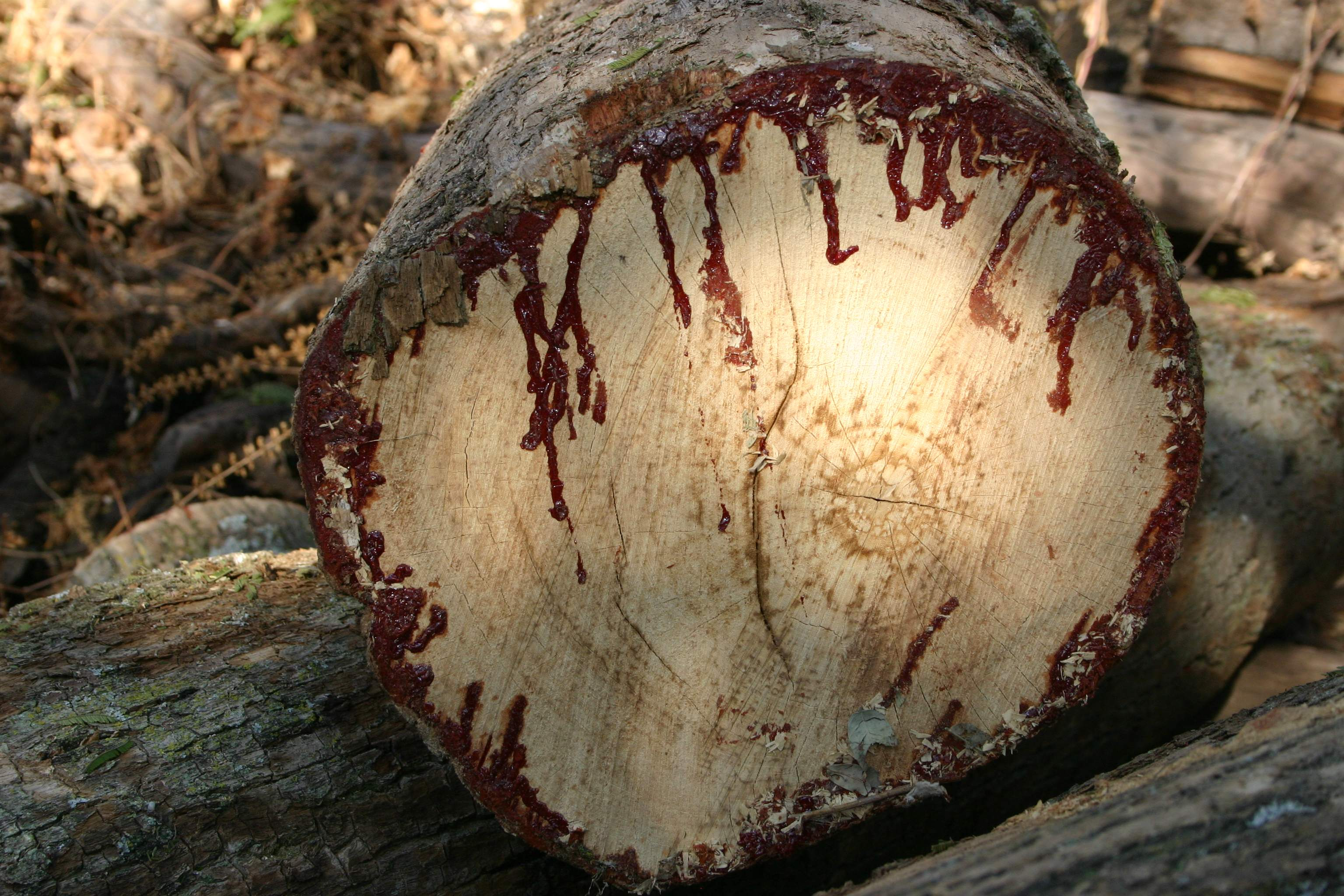
Rotes Harz, das aus einem aufgeschnittenen Stamm tropft, Honeydew, Johannesburg

Der Tipubaum produziert viele Samen, von denen die meisten erfolgreich keimen und er verträgt ein sehr breites Spektrum an Wachstumsbedingungen, von −4 °C über salzige Böden bis hin zu Trockenheit.

## Taxonomie
Tipuana tipu ist die einzige Art der Gattung Tipuana und wurde vor kurzer Zeit der monophyletischen Pterocarpus-Klade innerhalb der Dalbergieae zugeordnet.
Die Erstbeschreibung des Gattungsbasionyms Machaerium sect. Tipuana erfolgte 1853 durch George Bentham. Er stellte dann auch 1860 die Gattung Tipuana (Benth.) Benth. im Rang einer Gattung neu auf. 1898 stellte Carl Ernst Otto Kuntze die Art in die Gattung Tipuana. Synonyme sind Machaerium fertile Griseb., Machaerium tipu Benth., Tipuana speciosa Benth., Tipuana tipa Lillo.
Der Gattungsname verweist auf das Tal Tipuani oder den Fluss Río Tipuani (Tipuana) in Bolivien.

## Nutzung
In Ländern wie den USA, Ägypten, Portugal und Israel ist der Baum wegen seiner Trockenresistenz beliebt und wird als Schattenspender gepflanzt.
Tipuana tipu gilt in einigen Ländern, wie in Südafrika und Australien als invasive Art und ist für sein sehr aggressives Wurzelsystem bekannt. Da die Baumwurzeln Beton und Asphalt leicht anheben können, sollten bei der Anpflanzung in der Nähe von Gebäuden oder Häusern Vorsichtsmaßnahmen ergriffen werden, da sonst die Gefahr besteht, dass sie beschädigt werden.

## Insekten
Die Art ist eine Nahrungspflanze für Cercopoidea (englisch Spittlebugs) wie Ptyelus grossus. In Brasilien und Südkalifornien wurde ein Befall mit Platycorypha nigrivirga festgestellt.